# Stemmiulus lacustris
Stemmiulus lacustris är en mångfotingart som först beskrevs av Hoffman 1977.  Stemmiulus lacustris ingår i släktet Stemmiulus och familjen Stemmiulidae. Inga underarter finns listade i Catalogue of Life.